# (9874) 1993 FG23
A (9874) 1993 FG23 a Naprendszer kisbolygóövében található aszteroida. Az UESAC program keretében fedezték fel 1993. március 21-én.